# Шенџоу (свемирски брод)
Шенџоу је кинеска свемирска летелица развијена за потребе кинеског националног свемирског програма са људском посадом. Његов дизајн је био заснован на руском Сојузу, али је он већи и модернизован. Као и Сојуз, Шенџоу је возило за једнократну употребу састављено од три модула; модул за спуштање у којем се налази посада током лансирања и спуштања у атмосферу, орбитални модул који обезбеђује додатни животни простор и складиште током орбитирања, али се одбацује пре уласка у атмосферу, и сервисни модул одговоран за погон и производњу електричне енергије, такође одбачен пре уласка у атмосферу. Ради додатне безбедности и аеродинамике, свемирска летелица је затворена у заштитни омотач и опремљена системом за бекство приликом лансирања.
Његов први лет, без посаде, Шенџоу 1, био је 19. новембра 1999, а прва мисија са посадом, Шенџоу 5, полетела је 15. октобра 2003. Предвиђено је да га замени возило следеће генерације Менгџоу, које је тренутно у развоју, са конфигурацијом од два модула.

## Етимологија
Буквално значење домаћег имена 神舟 (пинјин: Shénzhōu; /ˈʃɛnˈdʒoʊ/) је „божанско пловило (на Небеској реци)”, где небеска река (天河) значи Млечни пут на класичном кинеском. 神舟 је игра речи и неологизам који игра на поетску реч која се односи на Кину, 神州, што значи божанско царство, која има исти изговор. За даље информације погледајте кинеску теологију, кинеску астрономију и имена Кине.

## Историја
Први напори Кине у људском лету у свемир почели су 1968. године са предвиђеним датумом лансирања 1973. Иако је Кина 1970. успешно лансирала сателит без посаде, њен програм свемирских летелица са посадом је отказан 1980. због недостатка средстава.
Кинески програм свемирских летелица са посадом поново је покренут 1992, Пројектом 921. Свемирска летелица Фаза 1 пратила је општи изглед руске свемирске летелице Сојуз, са три модула која су се могла одвојити за улазак у атмосферу. Кина је 1995. године потписала уговор са Русијом о трансферу технологије везане за Сојуз, укључујући системе за одржавање живота и пристајање. Свемирска летелица Фаза 1 је тада модификована новом руском технологијом. Генерални дизајнер Шенџоуа-1 до Шенџоуа-5 био је Ки Фарен ((кин: 戚发轫), 26. априла 1933.), а од Шенџоуа-6 надаље, општи дизајн је предат Џангу Баинану ((кин: 张柏楠), 23. јун 1962.).
Први лет свемирске летелице, без посаде, лансиран је 19. новембра 1999. године, након чега је пројекат 921/1 преименован у Шенџоу, име које је наводно изабрао Ђанг Цемин. Након тога, извршена су још три лета без посаде. Прво лансирање са посадом обављено је 15. октобра 2003. са мисијом Шенџоу 5. Свемирска летелица је од тада постала ослонац кинеског свемирског програма са посадом, а коришћена је за мисије и са и без посаде.

## Дизајн
Шенџоу се састоји од три модула: предњег орбиталног модула, модула за повратак у средини и задњег сервисног модула. Ова подела је заснована на принципу минимизирања количине материјала који се враћа на Земљу. Све што је постављено у орбитални или сервисни модул не захтева топлотну заштиту, повећавајући расположиви простор у свемирској летелици без претераног повећања тежине.

### Орбитални модул
Орбитални модул садржи простор за експерименте, опрему коју посада користи или мора да сервисира, и простор за становање у орбити. Пошто није имао систем за пристајање, Шенџоу 1–6 носио је различите врсте терета на врху својих орбиталних модула за научне експерименте.
Механизам за пристајање кинеских свемирских летелица (почев од Шенџоу 8) заснован је на Андрогином систему периферног причвршћивања (АСПП).
Све до Шенџоу 8, орбитални модул Шенџоуа је био опремљен сопственим погоном, соларном енергијом и контролним системима, омогућавајући аутономни лет. Шенџоу може да остави орбитални модул у орбити ради поновног пристајања са каснијим свемирским бродом, што је способност коју Сојуз нема, пошто је једини отвор између орбиталног и модула за повратак део модула за повратак, а орбитални модул је без атмосфере након одвајања. За будуће мисије, орбитални модул(и) би такође могли бити остављени на свемирској станици кинеског пројекта 921/2 као додатни модули станице.
У пробним летовима без посаде, орбитални модул сваког Шенџоуа је остављен да функционише у орбити неколико дана након што су се вратили модули за повратак, а орбитални модул Шенџоу 5 је наставио да ради шест месеци након лансирања.
| Дизајниран оперативни живот | 200 дана        |
| Дужина                      |                 |
| Пречник                     |                 |
| Распон                      |                 |
| Настањива запремина         |                 |
| Маса                        |                 |
| Контролне млазнице          | 16 × 5          |
| Гориво контролних млазница  | Хидразин        |
| Електрични систем           | Соларни панели, |
| Електрична снага            | 0,50 (просечно) |

### Модул за повратак
Модул за повратак се налази у средњем делу летелице и садржи седишта посаде. То је једини део Шенџоуа који се враћа на површину Земље. Његов облик је компромис између максимизирања животног простора и омогућавања аеродинамичке контроле при уласку у атмосферу.
| Капацитет посаде            | 3                             |
| Дизајниран оперативни живот | 20 дана (оригинал)            |
| Дужина                      |                               |
| Пречник                     |                               |
| Настањива запремина         |                               |
| Маса                        |                               |
| Маса топлотног штита        |                               |
| Однос узгона и отпора       | 0.30 (при хиперсоничном лету) |
| Контролне млазнице          | 8 × 150                       |
| Гориво контролних млазница  | Хидразин                      |

### Сервисни модул
Задњи сервисни модул садржи опрему за одржавање живота и другу опрему потребну за функционисање Шенџоуа. Два пара соларних панела, један пар на сервисном модулу и други пар на орбиталном модулу, имају укупну површину од преко 40 m2 (430 sq ft), што указује на просечну електричну снагу преко 1,5 кВ ( Сојуз има 1.0 кВ).
| Дизајниран оперативни живот      | 20 дана (оригинал) |
| Дужина                           |                    |
| Основни пречник                  |                    |
| Максимални пречник               |                    |
| Распон                           |                    |
| Маса                             |                    |
| Контролне млазнице               | 8 × 150 N; 16 × 5   |
| Потисак главног мотора           |                    |
| Специфични импулс главног мотора | ()                 |
| Гориво                           | N2O2/ММХ           |
| Маса горива                      |                    |
| Електрични систем                | Соларни панели,    |
| Електрична снага                 | 1,50 (просечно)    |

### Поређење са Сојузом
Иако свемирска летелица Шенџоу има исти распоред као руска свемирска летелица Сојуз, она је приближно 10% већа и тежа од Сојуза. Има довољно места за ношење сплава на надувавање у случају слетања на воду, док космонаути Сојуза морају да скоче у воду и пливају. Командант седи на средишњем седишту на обе летелице. Међутим, пилот седи на левом седишту у Шенџоуу и десном седишту на Сојузу.

## У популарној култури
- Шенџоу је био истакнуто представљен у филму Гравитација и користио га је главни лик, специјалиста за мисију лета СТС-157 др Рајан Стоун, да се безбедно врати кући након уништења њене свемирске летелице.[9][10]
- У Звезданим стазама: Дискавери, звездани брод класе Вокер УСС Шенџоу је назван по овој летелици.[11]